# Delta Force (відеогра)
Delta Force — комп'ютерна гра жанру тактичний шутер від першої особи, розроблений компанією NovaLogic. Реліз гри відбувся восени 1998 року.

## Гемплей
Головний герой гри — член спеціальних оперативних сил. Гра налічує 40 бойових місій, об'єднаних у 5 кампаній: Перу, Чад, Індонезія, Узбекистан і Нова земля. Всі місії в грі проходять просто неба, на природі, що дає гравцеві свободу дій і вибору тактики. Кожна з місій має найрізноманітніші завдання (наприклад, засідка конвою, знищення ворожого табору, або ліквідація бомби). Перед початком місії, гравець може вибрати зброю та амуніцію, щоб задовольнити дану операцію.
ШІ в грі змінюється залежно від обраної вами складності, а також від місця розташування нерестовищ від проходження до проходження. Чим нижча складність, тим гірше ШІ прицілюється і тим менше він реагує та рухається відносно гравця. Чим вища складність, тим краще вони прицілюються, тим швидше фіксують місцезнаходження гравця і використовують більш просунуту тактику, наприклад, пересуваються невеликими групами і забезпечують прикриття вогнем, поки інші наступають.

### Обладнання
Перед початком кожної місії гравець може вибрати собі спорядження. Спорядження за замовчуванням відрізняється від місії до місії, але гравець може змінювати його без жодних обмежень. Інвентар базується на трьох слотах: один для основної зброї, один для додаткового спорядження і один для холодної зброї. На відміну від багатьох інших шутерів тієї епохи, кулі в грі є реальними об'єктами з змодельованою балістикою, яка враховує падіння і час досягнення цілей, що вимагає від гравця вести мішені, які знаходяться на досить великій відстані.
На всіх картах також розкидані пікапи, які гравець може використовувати на свою користь. Гравець може вирішити, чи ввімкнути їх, чи вимкнути в меню налаштувань. Боєприпаси поповнюють запаси боєприпасів, а медичні - відновлюють здоров'я гравця (незважаючи на те, що здоров'я гравця не відображається через HUD).

### Мультиплеєр
Delta Force також має локальну та мережеву багатокористувацьку мережу для 32 гравців. Всі місії одиночної кампанії можна проходити спільно з додатковими гравцями, які замінять бійців Delta Force, керованих штучним інтелектом. Крім того, доступні такі режими, як «Deathmatch», «Король гори» та «Захоплення прапора», а також командні варіації.

## Зброя
У гравця перед початком завдання є можливість особисто підібрати озброєння.

### Основне
- Автоматична гвинтівка М4 з гранатометом М203 калібру 5,56 мм
- Снайперська гвинтівка M40A1 калібру 7,62 мм
- Снайперська гвинтівка Barrett Light 0:50 калібру 12,7 мм
- Пістолет-кулемет Heckler & Koch MP5 SD 9мм
- Ручний кулемет M249 SAW 7,62

### Додаткове
- Пістолет High Standart Supressed калібру 5,6 мм
- Пістолет M1911 калібру 11,43мм (.45)

### Допоміжне
- Протитанковий гранатомет M72 LAW
- Протипіхотна міна спрямованої дії M18 Claymore
- Ранцевий заряд
- Подвійний об'єм боєприпасів